# (4617) Zadunaisky
(4617) Zadunaisky es un asteroide que forma parte del cinturón exterior de asteroides y fue descubierto por el equipo del Observatorio Félix Aguilar el 22 de febrero de 1976 desde el observatorio de El Leoncito, Argentina.

## Designación y nombre
Zadunaisky recibió inicialmente la designación de 1976 DK.
Más tarde, en 2000, se nombró en honor del astrónomo argentino Pedro Elías Zadunaisky (1917-2009).

## Características orbitales
Zadunaisky orbita a una distancia media del Sol de 3,21 ua, pudiendo alejarse hasta 3,428 ua y acercarse hasta 2,993 ua. Tiene una inclinación orbital de 18,67 grados y una excentricidad de 0,06788. Emplea en completar una órbita alrededor del Sol 2101 días.

## Características físicas
La magnitud absoluta de Zadunaisky es 11,3. Tiene 29 km de diámetro y se estima su albedo en 0,0696.